# Триметиламинурия
Триметиламинури́я (синдром рыбного запаха) — наследственное заболевание, при котором организм не способен метаболизировать триметиламин из пищевых источников. При этом из-за накопления триметиламина в организме, от тела больного исходит неприятный запах, напоминающий запах рыбы, иногда гниющей рыбы, особенно, после употребления пищи, богатой холином.

## Описание
Триметиламинурию в большинстве случаев вызывает дефект гена FMO3, кодирующего фермент флавин-монооксигеназу-3 (FMO3). Обычно фермент FMO3 преобразует триметиламин N-оксид (побочный продукт пищеварения) в соединение, не имеющее запаха. Отсутствие необходимого количества фермента FMO3 означает, что печень не в состоянии расщеплять триметиламин N-оксид (триметиламин). Это вещество, выделяясь с потом, мочой и выдыхаемым воздухом, и создает неприятный запах. Этот запах, часто не ощущаемый самим пациентом, но ощущаемый окружающими, приводит к психологическим проблемам, сексуальным расстройствам, трудностям в общении, учёбе, работе, карьере, становясь причиной депрессии, агрессивности и социальной изоляции.
Диетарными предшественниками триметиламина являются холин, карнитин, лецитин, повышение содержания которых в потребляемой пище может приводить к превышению возможностей ферментной системы и тем самым — к повышению уровня неметаболизированного триметиламина.
На биосинтез или работу фермента FMO3 отрицательно влияют никотин, антидепрессанты и некоторые противораковые препараты (такие, как тамоксифен).

## Лечение
Особого лечения не существует. Пациентам показано избегать приема в пищу диетарных предшественников триметиламина (продуктов, богатых холином), а также чаще совершать гигиенические процедуры.

## Исследования
Существуют исследования, согласно которым, потенциально, одним из способов лечения может стать подавление кишечной флоры, влияющей на развитие триметиламинурии:
- Существует по крайней мере одно исследование[4], согласно которому ежедневное употребление активированного угля и/или хлорофиллина помогает улучшить качество жизни некоторым пациентам, страдающим триметиламинурией.
- По другим исследованиям, прием небольших доз антибиотиков (неомицин, метронидазол[5]) также может приводить к положительным результатам у некоторых пациентов.